# Приволжское муниципальное образование (Энгельсский район)
Приволжское муниципальное образование — упразднённое в 2013 году муниципальное образование в составе Энгельсского муниципального района Саратовской области со статусом городского поселения.
Административный центр — рабочий посёлок Приволжский.

## История
Приволжское муниципальное образование создано в соответствии с Законом Саратовской области от 27 декабря 2004 г. № 106-ЗСО «О муниципальных образованиях, входящих в состав Энгельсского муниципального района», которым наделено статусом городского поселения.
24 апреля 2013 года городское поселение было упразднено, населённые пункты включены в муниципальное образование город Энгельс.

## Население
| 2010   | 2012    | 2013    |
| ------ | ------- | ------- |
| 37 614 | ↘37 564 | ↗37 626 |

## Органы местного самоуправления
Высшее должностное лицо муниципального образования — Глава Приволжского муниципального образования Куклин Вячеслав Викторович, возглавляет представительный орган местного самоуправления — Совет Приволжского муниципального образования (Приволжский Совет), состоящий из 20 депутатов, избираемых на 5 лет. Заместитель Главы Приволжского муниципального образования — Кузьмичева Татьяна Сергеевна.
Исполнительно-распорядительный орган — администрация Приволжского муниципального образования.
И. о. главы администрации Приволжского муниципального образования — Коган Юрий Григорьевич.

## Официальные символы
Приволжский Совет своим решением от 16 марта 2006 года № 41/01 «Об использовании официальной символики Энгельсского муниципального района Саратовской области» решил использовать в качестве официальных символов Приволжского муниципального образования герб и флаг Энгельсского муниципального района.

## Населённые пункты
- рабочий посёлок Приволжский — административный центр муниципального образования;
- посёлок Геофизик ;
- село Квасниковка;
- посёлок Новосёлово.